# Liste der Einträge im National Register of Historic Places im Montgomery County (Tennessee)
Diese Liste der Einträge im National Register of Historic Places im Montgomery County (Tennessee) enthält alle im Montgomery County, Tennessee in das National Register of Historic Places eingetragenen Gebäude, Bauwerke, Objekte, Stätten oder historischen Distrikte.
Diese Liste entspricht dem Bearbeitungsstand des National Park Service/National Register of Historic Places vom 11. Oktober 2024.

## Legende
| NRHP | Historic Place             |
| HD   | National Historic District |

## Aktuelle Einträge
| [ 2 ] | Name                                         | Bild                                         | Eintragsdatum                  | Lage | Ort                   | Beschreibung |
| ----- | -------------------------------------------- | -------------------------------------------- | ------------------------------ | --- | --------------------- | ------------ |
| 1     | Allen House                                  |                                              | 3. Okt. 1978 ID-Nr. 78002619   | nördlich von Clarksville an der Allen-Griffey Road 36° 36′ 12″ N, 87° 22′ 16″ W                                                                         | Clarksville           |              |
| 2     | Bethlehem Methodist Church and Cemetery      | weitere Bilder                               | 10. Juni 1994 ID-Nr. 94000576  | westlicher Teilbereich der Gholson Road, südlich der Straßenkreuzung mit der Grafton Road 36° 27′ 52″ N, 87° 16′ 32,6″ W                                | Clarksville           |              |
| 3     | Catholic Church and Rectory                  | weitere Bilder                               | 2. Aug. 1982 ID-Nr. 82004032   | 716 Franklin St. 36° 31′ 44″ N, 87° 21′ 3″ W | Clarksville           |              |
| 4     | Clarksville Architectural District           | weitere Bilder                               | 13. Mai 1976 ID-Nr. 76001791   | Public Sq., Legion, 3rd, Franklin, und Commerce Sts. 36° 31′ 38″ N, 87° 21′ 36″ W                                                                       | Clarksville           |              |
| 5     | Clarksville Federal Building                 | weitere Bilder                               | 13. Juni 1972 ID-Nr. 72001246  | 200 S. 2nd Street 36° 31′ 34,3″ N, 87° 21′ 30,2″ W | Clarksville           |              |
| 6     | Clarksville Foundry and Machine Works Office | Clarksville Foundry and Machine Works Office | 25. Nov. 1987 ID-Nr. 87002007  | 96 Commerce Street 36° 31′ 32″ N, 87° 21′ 40″ W | Clarksville           |              |
| 7     | Clarksville High School                      | weitere Bilder                               | 8. Dez. 1983 ID-Nr. 83004281   | Greenwood Avenue 36° 31′ 31″ N, 87° 20′ 56″ W | Clarksville           |              |
| 8     | Clarksville Industrial District              | Clarksville Industrial District              | 30. Apr. 1976 ID-Nr. 76002295  | zwischen der Washington St., Crossland Ave., der Eisenbahnstrecke der Illinois Central Railroad und dem Cumberland River 36° 31′ 24″ N, 87° 21′ 43,9″ W | Clarksville           |              |
| 9     | Clarksville Methodist Church                 | Clarksville Methodist Church                 | 6. Apr. 1982 ID-Nr. 82004033   | 334 Main Street 36° 31′ 45,5″ N, 87° 21′ 24″ W | Clarksville           |              |
| 10    | Cloverlands                                  | weitere Bilder                               | 8. Jan. 1979 ID-Nr. 79002451   | nördlich von St. Bethlehem an der Clarksville-Trenton Road 36° 38′ 20″ N, 87° 19′ 35″ W                                                                 | St. Bethlehem         |              |
| 11    | Country Woman's Club                         | weitere Bilder                               | 5. Juli 2006 ID-Nr. 06000549   | 2216 Old Russellville Pike 36° 34′ 0″ N, 87° 18′ 7,2″ W                                                                                                 | Clarksville           |              |
| 12    | Dog Hill Architectural District              | weitere Bilder                               | 9. Mai 1980 ID-Nr. 80003849    | Munford Ave., 1st, Union, Madison, und 2nd Sts. 36° 31′ 26″ N, 87° 21′ 34″ W                                                                            | Clarksville           |              |
| 13    | Dunlop Milling Company                       |                                              | 12. Feb. 1999 ID-Nr. 99000213  | 1138 Franklin St. 36° 31′ 54″ N, 87° 20′ 31″ W | Clarksville           |              |
| 14    | Emerald Hill                                 | Emerald Hill                                 | 14. Juli 1971 ID-Nr. 71000826  | N. 2nd St. 36° 32′ 22″ N, 87° 21′ 41″ W | Clarksville           |              |
| 15    | First Presbyterian Church                    | weitere Bilder                               | 30. Apr. 1976 ID-Nr. 76001793  | 213 Main St. 36° 31′ 45″ N, 87° 21′ 31″ W | Clarksville           |              |
| 16    | First Presbyterian Church Manse              | First Presbyterian Church Manse              | 31. Aug. 2001 ID-Nr. 01000929  | 305 Main St. 36° 31′ 45″ N, 87° 21′ 28″ W | Clarksville           |              |
| 17    | Forbes-Mabry House                           | weitere Bilder                               | 12. Jan. 1995 ID-Nr. 94001544  | 607 N. 2nd St. 36° 32′ 7″ N, 87° 21′ 38″ W | Clarksville           |              |
| 18    | Fort Defiance CSA/Fort Bruce USA             | Fort Defiance CSA/Fort Bruce USA             | 4. Feb. 1982 ID-Nr. 82004036   | 120 Duncan Street 36° 32′ 28″ N, 87° 22′ 25″ W | New Providence        |              |
| 19    | Glenwood Historic District                   | weitere Bilder                               | 29. Nov. 1996 ID-Nr. 96001405  | 101–109 Glenwood Dr., 110–182 E. Glenwood Dr. und 111–179 W. Glenwood Dr. 36° 31′ 33″ N, 87° 20′ 21″ W                                                  | Clarksville           |              |
| 20    | Golden Hill Cemetery                         |                                              | 21. Nov. 2001 ID-Nr. 01001261  | Seven Mile Ferry Rd. 36° 30′ 11,2″ N, 87° 20′ 30,1″ W                                                                                                   | Clarksville           |              |
| 21    | Gracey-Woodward Furnace (40MT378)            |                                              | 25. Nov. 1987 ID-Nr. 87002003  | Adresse nicht veröffentlicht | Clarksville           |              |
| 22    | Guildfield Missionary Baptist Church         |                                              | 24. März 2003 ID-Nr. 03000151  | Guildfield Church Rd. 36° 38′ 25,1″ N, 87° 10′ 18,8″ W                                                                                                  | South Guthrie         |              |
| 23    | Johnson-Hach House                           | Johnson-Hach House                           | 10. Dez. 1998 ID-Nr. 98001507  | 403 Greenwood Avenue 36° 31′ 27,8″ N, 87° 20′ 48,8″ W                                                                                                   | Clarksville           |              |
| 24    | Lafayette Furnace (40MT372)                  |                                              | 25. Nov. 1987 ID-Nr. 87002000  | Adresse nicht veröffentlicht | Southside             |              |
| 25    | Louisa Furnace (40MT379)                     |                                              | 12. Jan. 1988 ID-Nr. 87002004  | Adresse nicht veröffentlicht | Slayden               |              |
| 26    | Madison Street Historic District             | weitere Bilder                               | 22. Nov. 1999 ID-Nr. 99001393  | entlang der Madison Street 36° 31′ 28,9″ N, 87° 20′ 31,2″ W                                                                                             | Clarksville           |              |
| 27    | Madison Street Methodist Church              | weitere Bilder                               | 13. Mai 1976 ID-Nr. 76001794   | 319 Madison St. 36° 31′ 32,9″ N, 87° 21′ 22″ W | Clarksville           |              |
| 28    | McCauley Hill Farm                           |                                              | 30. März 1995 ID-Nr. 95000268  | 1535 Harville Rd. 36° 27′ 20,9″ N, 87° 16′ 28,9″ W | Clarksville           |              |
| 29    | Mt. Olive Cemetery                           | Mt. Olive Cemetery                           | 16. Nov. 2020 ID-Nr. 100005789 | 951 Cumberland Dr. 36° 30′ 38,9″ N, 87° 21′ 17,6″ W | Clarksville           |              |
| 30    | Northington-Beach House                      | Northington-Beach House                      | 19. Juli 2001 ID-Nr. 01000758  | 512 Madison St. 36° 31′ 32,9″ N, 87° 21′ 13″ W | Clarksville           |              |
| 31    | Oak Top                                      | weitere Bilder                               | 8. Juli 1980 ID-Nr. 80003850   | 107 Madison Terrace 36° 31′ 21″ N, 87° 20′ 15″ W | Clarksville           |              |
| 32    | Old Post House                               | Old Post House                               | 8. März 1978 ID-Nr. 78002621   | nördlich von Clarksville an der U.S. Route 41A 36° 38′ 6″ N, 87° 26′ 8,9″ W                                                                             | Clarksville           |              |
| 33    | Poplar Spring Furnace                        |                                              | 12. Jan. 1988 ID-Nr. 87002002  | Adresse nicht veröffentlicht | Needmore              |              |
| 34    | Port Royal Road                              | Port Royal Road                              | 12. Dez. 2006 ID-Nr. 06001131  | nördlich des Red River und der westlich gelegenen Tennessee State Route 238 36° 33′ 24,8″ N, 87° 8′ 33″ W                                               | Port Royal            |              |
| 35    | Poston Block                                 | weitere Bilder                               | 13. Juni 1972 ID-Nr. 72001247  | Main Street und Public Square 36° 31′ 41,2″ N, 87° 21′ 42,8″ W                                                                                          | Clarksville           |              |
| 36    | Samuel Rexinger House                        | Samuel Rexinger House                        | 13. Apr. 1977 ID-Nr. 77001284  | 703 E. College Street 36° 31′ 56,6″ N, 87° 21′ 6,1″ W                                                                                                   | Clarksville           |              |
| 37    | Riverview                                    |                                              | 26. März 1979 ID-Nr. 79002450  | westlich von Clarksville an der Cumberland Heights Road 36° 30′ 13″ N, 87° 22′ 50,9″ W                                                                  | Clarksville           |              |
| 38    | RiverView Mounds Archeological Site          |                                              | 4. März 2009 ID-Nr. 09000116   | 1715 Boyd Rinehart Rd. 36° 27′ 11,2″ N, 87° 17′ 49,9″ W                                                                                                 | Clarksville           |              |
| 39    | Alfred A. Robb House                         | weitere Bilder                               | 22. Sep. 2000 ID-Nr. 00001162  | 529 York St. 36° 32′ 10″ N, 87° 21′ 34,9″ W | Clarksville           |              |
| 40    | Sailor's Rest Furnace                        |                                              | 25. Nov. 1987 ID-Nr. 87002001  | Adresse nicht veröffentlicht | Shiloh                |              |
| 41    | St. Peter African Methodist Church           | weitere Bilder                               | 6. Apr. 1982 ID-Nr. 82004034   | 518 Franklin St. 36° 31′ 41,9″ N, 87° 21′ 14″ W | Clarksville           |              |
| 42    | Sevier Station                               | Sevier Station                               | 6. Mai 1971 ID-Nr. 71000827    | Walker St., südlich der B Street 36° 32′ 38″ N, 87° 22′ 28,9″ W                                                                                         | Clarksville           |              |
| 43    | Christopher H. Smith House                   |                                              | 8. März 1988 ID-Nr. 88000173   | Spring und McClure Sts. 36° 32′ 3,8″ N, 87° 21′ 50″ W                                                                                                   | Clarksville           |              |
| 44    | Smith-Hoffman House                          |                                              | 22. Aug. 1977 ID-Nr. 77001285  | Beech und A Sts. 36° 32′ 33″ N, 87° 22′ 41,9″ W | Clarksville           |              |
| 45    | Sulphur Fork Bridge                          | weitere Bilder                               | 20. Juli 2020 ID-Nr. 100005366 | 3300 Old Clarksville Hwy. über die Sulphur Fork des Red River im Port Royal State Park 36° 33′ 15,1″ N, 87° 8′ 25,4″ W                                  | Adams                 |              |
| 46    | Tennessee Furnace                            |                                              | 25. Nov. 1987 ID-Nr. 87002006  | Adresse nicht veröffentlicht | McAllisters Crossroad |              |
| 47    | Tip Top                                      | weitere Bilder                               | 15. Juli 1998 ID-Nr. 97001566  | 15 Trahern Terrace 36° 31′ 28,9″ N, 87° 20′ 12,8″ W | Clarksville           |              |
| 48    | Trinity Church and Rectory                   | weitere Bilder                               | 6. Apr. 1982 ID-Nr. 82004035   | 317 Franklin St. 36° 31′ 41,2″ N, 87° 21′ 25,9″ W | Clarksville           |              |
| 49    | Washington Furnace and Forge                 |                                              | 12. Jan. 1988 ID-Nr. 87002005  | Adresse nicht veröffentlicht | Excell                |              |
| 50    | White Chapel                                 | White Chapel                                 | 26. Juni 1986 ID-Nr. 86001395  | Rossview Rd. 36° 33′ 42,8″ N, 87° 13′ 40,1″ W | Rossview              |              |
| 51    | Whitehall                                    |                                              | 31. Jan. 1978 ID-Nr. 78002622  | nordwestlich von Clarksville, in der Nähe der Tennessee State Route 12 36° 35′ 48,8″ N, 87° 24′ 58″ W                                                   | Clarksville           |              |
| 52    | Sanford Wilson House                         | weitere Bilder                               | 13. Sep. 1978 ID-Nr. 78002623  | Old Ashland City Highway 36° 26′ 21,8″ N, 87° 13′ 8″ W                                                                                                  | Fredonia              |              |
| 53    | Yellow Creek Furnace and Forge               |                                              | 12. Jan. 1988 ID-Nr. 87001999  | Adresse nicht veröffentlicht | Needmore              |              |